# 沙参
沙参（学名：Adenophora stricta），又名泡参、白参、南沙参，是桔梗科沙参属的一种植物。

## 形态

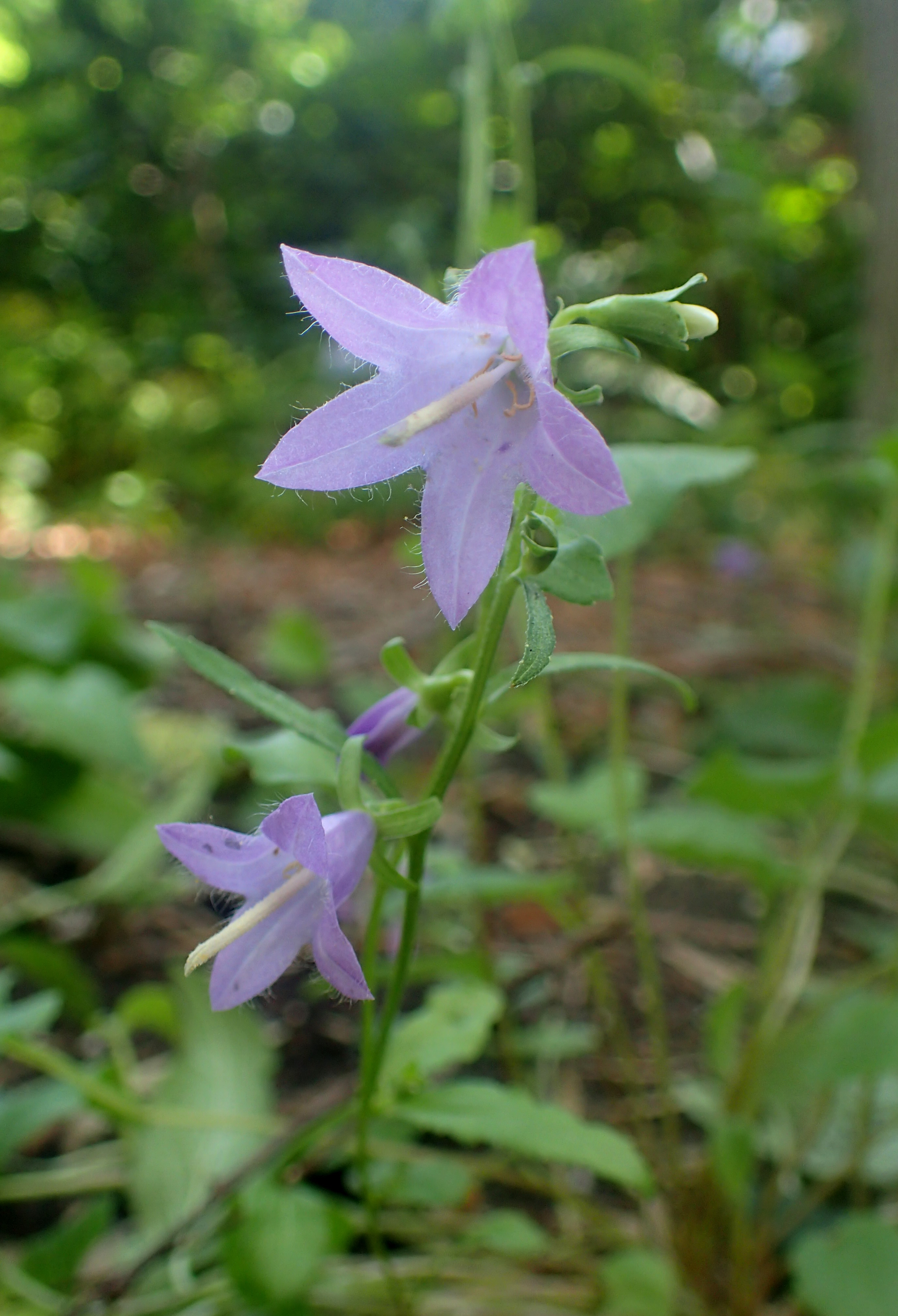
花

多年生草本，有白色乳汁。长胡萝卜形的根粗大；茎直立不分枝；卵形茎生叶互生；秋季开蓝色钟状花，圆锥状花序少分枝。

## 分布
分布在日本以及中国大陆的湖南、安徽、江苏、江西、浙江等地，生长于海拔170米至3,800米的地区，常生于低山草丛中和岩石缝中。

## 外部連結
- 南沙參 中藥材圖像數據庫  (香港浸會大學中醫藥學院) （中文）（英文）

## 延伸阅读
[在维基数据编辑]
 《欽定古今圖書集成·博物彙編·草木典·沙參部》，出自陈梦雷《古今圖書集成》
 《植物名實圖考·沙參》，出自吳其濬《植物名實圖考》